# Palma (distrito de Santa Maria)
Palma es un distrito del municipio de Santa Maria, en el estado brasileño del Río Grande del Sur. Está situado en la parte nordeste de Santa Maria. El asiento del distrito se encuentra a 23 km del Centro de Santa Maria.
El distrito fue creado en 17 de diciembre de 1997.
El distrito de Palma posee un área de 95,18 km² que equivale al 5,31% del municipio de Santa María que es 1791,65 km².

## Historia
En 1997, Santa Maria perdió áreas con las emancipaciones del distrito de Itaara y Dilermando de Aguiar.
En ese momento, Santa María estaba siendo administrado por el alcalde Oswaldo Nascimento de Partido Laborista Brasileño y él estaba en su segundo mandato.
Fue entonces que los habitantes del actual distrito, a través de una petición con 280 firmas, que reivindicó su creación.
La población tenía como principal argumento la negligencia del Ayuntamiento de la localidad debido a que el ayuntamiento no haya entregado al distrito sin ningún tipo de Asistencia. El ayuntamiento aceptó la creación del distrito, que se había separado del área del distrito de Arroio do Só, en su parte este, y del distrito de Arroio Grande en su parte oeste.
Subprefectura del distrito primero trabajó, de manera temporal, junto al salón comunitario de Nuestra Señora de la Salud, en Vila Faxinal da Palma.

## Límites
Los límites del distrito con los distritos de Arroio do Só, Arroio Grande, Pains and Sede, con los municipios de Restinga Seca and Silveira Martins.

## Geografía
En el distrito contundente como los principales ríos el Río Arroio Grande y Río Vacacaí-Mirim poseer como afluentes el arroyos Tafona y Araricá.
La tasa de población mayor vive en el distrit por más de veinte años.
Las actividades económicas desarrolladas en el distrito son la agricultura y la ganadería.
Desde el punto de vista económico, el distrito está dividido en dos áreas:
1. El primero formado por el centro y la parte sur, con una buena práctica de la agricultura y la ganadería, con una topografía más propicio para desarrollar.
2. La segunda área en el norte, con una agricultura menos desarrollada y más diversificated porque las propiedades son pequeñas y se encuentran cerca de las colinas.

## Barrios
El distrito de Palma comprende el siguiente barrio:
- Palma

## Carreteras y ferrocarriles
- En el distrito no cruza ningún tren, pero, la ferrocarril América Latina Logística cruza en el distrito de Arroio do Só perimetering en dos kilómetros de la frontera de Palma con Arroio do Só.
- El distrito posee las siguientes carreteras :
- RSC-287: Corte el distrito en norte y sur. En el distrito tiene 11 km y es el camino más importante para el distrito.
- RS-804: O Estrada do Imigrante ("camino Inmigrante"), está cubierto de asfalto y está situado en la parte noroeste del distrito. Se conecta Silveira Martins a RSC-287 .
- Otra vía importante es la Rua do Radar (Radar Street), que conecta el faro de radar de la Base Aérea de Santa María de la Fuerza Aérea en la carretera RS-804.